# ملعب بعقوبة
ملعب بعقوبة هو ملعب يستخدم لمباريات كرة القدم لنادي ديالى العراقي يقع في ديالى في العراق ويتسع ل10000 متفرج.